# KITT
K.I.T.T. (Knight Industries Two Thousand) – fikcyjna sztuczna inteligencja kontrolująca wysoko zaawansowanego technologicznie Pontiaca Trans Am 3 generacji z 1982 roku w serialu Nieustraszony. W odcinku pilotażowym serialu z 2008 roku K.I.T.T. sterował Fordem Mustangiem Shelby GT500 KR. W szerszym znaczeniu również określenie samego samochodu, którym K.I.T.T. sterował.

## Historia
Zespół naukowców na zlecenie Fundacji na Rzecz Prawa i Rządu (Foundation for Law and Government) miał pod kierunkiem miliardera i założyciela Fundacji Wiltona Knighta skonstruować supernowoczesny, mówiący i myślący samochód do zadań specjalnych dla przyszłego agenta Fundacji. Agentem tym miał zostać Michael Knight. Samochód nazwano K.I.T.T. (Knight Industries Two Thousand). Nie był to jednak pierwszy taki samochód zbudowany przez fundację. Pierwszym był KARR (Knight Automated Roving Robot), ale posiadał on jedną wadę, mianowicie celem było po prostu samoprzetrwanie, przez co nie spełniał swojej funkcji, jaką była ochrona ludzi.  K.A.R.R. został dezaktywowany (później ponownie przez przypadek aktywowało go dwóch ludzi), po czym skonstruowano K.I.T.T.-a, który przejął technologie po K.A.R.R.-ze.

## Wyposażenie K.I.T.T.-a[2]
- Alpha Circuit – funkcja ta nigdy nie została dokładnie wyjaśniona. Prawdopodobnie jest to część mikroprocesora, umożliwiająca mu prowadzenie samochodu (bez udziału kierowcy).
- Anamorphic Equalizer – korektor anamorfotyczny. Był to charakterystyczny skaner, umieszczony z przodu samochodu, składający się z szeregu światłowodów. Potrafił on znajdować różne długości fali, takie jak promienie X czy podczerwień. Nie mógł jednak przebić się przez struktury pokryte ołowiem. Kiedy K.I.T.T. miał włączone Surveillance Mode (tryb czujności), urządzenie migało czerwonymi diodami od lewej do prawej, wydając przy tym „złowrogi” dźwięk. Czujnik ten był bardzo wrażliwą częścią K.I.T.T.-a. Wrażliwszą była tylko jego rura wydechowa.
- Auto Doors, Sunroof, and Trunklid – K.I.T.T. mógł automatycznie otwierać i zamykać swoje okna, dach i bagażnik.
- Bomb Sniffer – przeszukiwacz bomb. K.I.T.T. mógł wykrywać bomby w odległości kilku metrów od niego.
- Backup Mainframe Processor – Gdy K.I.T.T wykryje uszkodzenia swojego procesora natychmiast tworzy kopię zapasową która może być natychmiast przesłana do FLAG.
- CB Scanner – odbiór radia CB.
- Computer AI – komputerowa sztuczna inteligencja. K.I.T.T. był  „superkomputerem” na czterech kołach. Jego kluczową częścią był mikroprocesor Knight 2000, któremu K.I.T.T. zawdzięczał samoświadomości – potrafił myśleć, uczyć się oraz rozmawiać z ludźmi. Miał bardzo wrażliwy charakter. K.I.T.T. umiał sterować sam sobą, to znaczy jeździć bez udziału kierowcy, sam np. otwierać czy zamykać drzwi i okna, odtwarzać muzykę, filmy, etc.
- Computer Override – K.I.T.T. miał ukrytą we wnętrzu funkcję pozwalającą włączyć Computer Override. Gdy była ona włączona, wyłączał się system sztucznej inteligencji K.I.T.T-a lub dezaktywowały się główne systemy.
- Computer Print Out – wydruk komputerowy. K.I.T.T. miał we wnętrzu drukarkę, którą mógł na przykład drukować dane widziane na monitorze.
- Convertible Mode – K.I.T.T. miał zdejmowalny dach (4 sezon), i mógł się stać kabrioletem.
- Cruise Mode – tryby jazdy. W K.I.T.T.-cie były cztery (od czwartego sezonu pięć) tryby jazdy:
  - Normal Cruise – normalny tryb jazdy. Polegał on na tym, że Michael Knight był kierowcą samochodu. W razie nagłego zagrożenia K.I.T.T. mógł włączyć Auto Cruise.
  - Auto Cruise – automatyczny tryb jazdy. Gdy był on włączony, K.I.T.T. prowadził się bez udziału kierowcy, używając przy tym systemu Auto Collision Avoidance (automatycznego unikania kolizji).
  - Pursuit – tryb pościgu. Była to funkcja, która pozwoliła rozwijać K.I.T.T.-owi bardzo duże prędkości. Samochód prowadził wtedy Michael Knight, ale K.I.T.T. mógł mu pomagać poprzez wykonywanie pewnych manewrów. Normalnie K.I.T.T. mógł się rozpędzić do ok. 120 mph, jednak z Pursuit Mode ta wartość wzrastała do 200 mph (ok. 321 km/h).
  - Super Pursuit Mode – tryb bardzo szybkiego pościgu. Dzięki temu systemowi K.I.T.T. rozpędzał się do 300 mph (ok. 482 km/h).
  - Auto Pursuit – tryb automatycznego pościgu. Była to funkcja, która pozwoliła rozwijać K.I.T.T.-owi bardzo duże prędkości. Samochód prowadził wtedy K.I.T.T. Normalnie K.I.T.T. mógł się rozpędzić do ok. 120 mph, jednak z Auto Pursuit Mode ta wartość wzrastała do 386 km/h.
- Deflatable Tires – K.I.T.T. potrafił wypuszczać oraz wpuszczać powietrze do opon.
- Al-Terain-funkcja ta włączała stały napęd na 4 koła z blokadą mechanizmu różnicowego, dodatkowo na opony nasuwały się metalowe nakładki. Została użyta raz w książce Knight Rider Najskuteczniejszy zabójca.
- Emergency Braking System – system, który wyhamowywał K.I.T.T.-a podczas trybu Super Pursuit Mode.
- Energy Recharge System – system który ładował akumulatory K.I.T.T.-a. System przekazywał energię elektryczną z urządzeń generujących prąd elektryczny do K.I.T.T-a.
- Etymotic Equalizer – czujnik słuchu. Był to system, który umożliwiał K.I.T.T.-owi słyszenie dźwięków. System czujników słuchu był umieszczony zarówno wewnątrz, jak i na zewnątrz auta.
- Fire Extinguisher – gaśnica. K.I.T.T. miał małą gaśnicę proszkową zamontowaną w zderzakach.
- Flame Thrower – miotacz ognia.
- Fuel Processor – procesor paliwa. Silnik K.I.T.T.-a był napędzany paliwem wodorowym, ale procesor ten pozwalał mu jeździć nawet na zwykłej benzynie.
- Gatling Guns – są to karabiny maszynowe typu Gatling wysuwane spod maski.
- Graphic Translator – tworzenie portretu na podstawie opisu słownego
- Grappling Hook and Winch – hak i wciągarka.
- High Tensile Reflectors – lustra, dzięki którym K.I.T.T. mógł odbijać wiązkę lasera. Wykorzystane były do walki z K.A.R.R.-em.
- High Traction Drop Downs – powiększenie kół, dzięki czemu K.I.T.T. mógł jeździć po trudnym terenie.
- Infrared Tracking Scope – możliwość namierzania za pomocą podczerwieni. K.I.T.T. potrafił monitorować pozycję pewnych pojazdów w odległości 10 mil.
- Interior Oxygenator – K.I.T.T. mógł wpuszczać tlen do przedziału kierowcy, dostarczając pasażerom powietrza, kiedy im go brakowało (np. pod wodą).
- Laser Powerpack – laser.
- Manual Override – była to funkcja, która blokowała AI tak, by nie miał on władzy nad żadnymi funkcjami samochodu (m.in. nad Auto Cruise). Głos K.I.T.T.-a cały czas jednak był aktywny.
- Medical Scanner – skaner medyczny. Był wyposażony także w EKG. Skaner ten monitorował oznaki życia, zranienie, zatrucie oraz zachowanie emocjonalne konkretnych ludzi.
- Microscanners – mikroskanery. Są to małe czujniki dźwięku i obrazu umieszczone w rowkach nadwozia K.I.T.T.-a. Pozwalały one na tropienie wszystkiego wokół samochodu oraz wyświetlanie na monitorze wszystkiego, co znajduje się wokół samochodu.
- Microwave Jammer – urządzenie zakłócające mikrofale. Ściślej było to urządzenie służące do siania zamętu, jeśli chodzi o systemy elektryczne. Trzy główne komponenty składające się na niego to Electromagnetic Field Generator (generator pola elektromagnetycznego), Electronic Field Disrupter (przerywacz pola elektromagnetycznego) i Microwave Ignition Sensor (czujnik zapłonu mikrofali). System umożliwiał otwieranie maszyn, rozkodowywanie elektronicznych zabezpieczeń, zakłócanie pracy monitoringu etc.
- Molecular Bonded Shell – ochronna powłoka molekularna, nazwana dokładnie Tri-Helical Plasteel 1000 Molecular Bonded Shell. Powłoka ta miała chronić K.I.T.T.-a przed wszelkiego rodzaju potencjalnymi zagrożeniami (eksplozje, ostrzały np. z broni maszynowej etc.). Powłoka ta nie chroniła go jednak przed rakietami, ostrzałami z artylerii ciężkiej czy pewnego rodzaju kwasami. Powłoka składała się z trzech tajnych substancji, zwanych „Knight Compound”.
- Oil Jets/Smoke Screen silny strumień oleju/dymu.
- Olfactory Sensor – czujnik węchu. Był on umieszczony w przednim zderzaku K.I.T.T.-a.
- Oxygen Vent – dotlenianie kabiny K.I.T.T.-a.
- Offensive Missiles – dwie wyrzutnie rakiet wysuwane spod przednich drzwi.
- Parachute – spadochron.
- Passive Laser Restraint System – system ten pomagał Knightowi i innym pasażerom uniknąć szoku po nagłym zatrzymaniu się, szczególnie po Super Pursuit Mode lub po użyciu Turbo Boost.
- Police Lights/Siren – światła/syreny policyjne.
- Power System – K.I.T.T. posiadał silnik turboodrzutowy ze zmodyfikowanym turbodopalaczem oraz ośmiobiegową skrzynią biegów.
- Protect – ochrona. Funkcja ta włączała funkcje zabezpieczające pasażerów np. Michaela
- Pyroclastic Lamination – uwarstwienie piroklastyczne. Była to powłoka żaroodporna ochraniająca K.I.T.T.-a przed bardzo wysoką temperaturą (do ponad 400 stopni Celsjusza).
- Rotating License Plate – K.I.T.T. mógł obracać tablicę rejestracyjną tak, że z domyślnego KNIGHT „powstawało” KNI 667.
- Seat Eject System – dwa przednie siedzenia K.I.T.T.-a mogły katapultować (wyrzucać w powietrze) kierowcę i pasażera.
- Self-Diagnostic Routine – wykrywanie usterek.
- Self-Tinting Windows – przyciemnianie okien.
- Self destruct sequence – tryb autodestrukcji
- Silent Mode – funkcja, dzięki której K.I.T.T. mógł jechać, nie wydając żadnego hałasu.
- Sleep Gas – K.I.T.T. mógł wpuszczać gaz usypiający do przedziału kierowcy.
- Sub Zero – K.I.T.T. mógł wpuszczać gazy kriogeniczne do przedziału kierowcy.
- Surveillance Mode – tryb nadzoru. Dzięki niemu K.I.T.T. potrafił zauważać ludzi i maszyny oraz spostrzegać ich bliskość, zbierać dane o strukturach budynków, pojazdów i in. oraz monitorować transmisje radiowe i rozmowy telefoniczne wraz z miejscem, gdzie te rozmowy były przeprowadzane.
- Tear Gas Launcher – gaz łzawiący.
- Telephone Comlink – funkcja, dzięki której M. Knight mógł porozumiewać się z Devonem i innymi ludźmi za pomocą wyświetlacza wideo.
- Telephone Transponder System – K.I.T.T miał zamontowany telefon satelitarny, komórkowy i funkcję połączeń awaryjnych.
- Third Stage Aquatic Synthesizer – pływanie po wodzie. Funkcja okazała się niedoskonała i jej idea upadła.
- Traction Spikes – opony z kolcami.
- Turbo Boost – był to silnik odrzutowy, który użyty razem z Trajectory Guidance System oraz dwoma silnikami rakietowymi zamieszczonymi tuż za przednimi kołami (które podnosiły przód samochodu) umożliwiał wzbicie się samochodu w powietrze na odległość ponad 10 metrów, który następnie bezpiecznie lądował. Turbo Boost umożliwiał dodanie mocy, gdy trzeba było zamanewrować ciężkimi rzeczami (np. zepchnąć ciężki głaz ze skały).
- Two-Wheel Ski Mode – funkcja, dzięki której K.I.T.T. mógł jeździć na dwóch kołach.
- Ultra Magnesium Charges – ładunki magnezji potrafiące zmylić rakiety.
- Ultraphonic Chemical Analyzer – K.I.T.T. miał chowaną tackę ze spektrometrem, który mógł analizować chemiczne właściwości różnych substancji. Mógł również skanować linie papilarne i odczytywać informacje o rakietach, porównując je do baz danych policji.
- Uni-Ray – był to unipromień mogący niszczyć budynki, niszczyć pojazdy opancerzone i ciąć tytan jak masło. Była to jedna z broni opatrzona kryptonimem „Knight Armed”.
- Vacuum – próżnia. K.I.T.T. mógł wypuszczać powietrze z wnętrza samochodu.
- Video Display Monitors – K.I.T.T. miał we wnętrzu dwa monitory CRT służące do różnych odczytów.
- Voice Stress Analyzer – wykrywacz kłamstw.
- Voice Synthesizer – syntezator głosu. Umożliwiał on K.I.T.T.-owi logiczne (jako że K.I.T.T. potrafił „myśleć”) porozumiewanie się z ludźmi, a także naśladowanie różnych dźwięków (np. głosy dzikich zwierząt). K.I.T.T. porozumiewał się głównie po angielsku, ale potrafił także komunikować się za pomocą języka hiszpańskiego oraz francuskiego. Potrafił także przybierać różne akcenty. W pierwszym sezonie serialu „usta K.I.T.T.-a” (Voice Box – „skrzynka” głosu) był to migający czerwony kwadrat, w kolejnych natomiast trzy oddzielne pionowe czerwone paski[3].

## Inne wyposażenie
- Comlink – był to system, za pomocą którego K.I.T.T. komunikował się z Michaelem Knightem, który posiadał służący do tego celu zegarek naręczny.
- F.L.A.G. Mobile Unit (The Semi) – ciągnik siodłowy z naczepą, który był mobilnym „garażem” dla K.I.T.T.-a.
- Homing Device – Michael mógł za pomocą systemu ukrytego w jego złotym naszyjniku wysłać do KITT-a sygnał, po czym K.I.T.T. jechał do Michaela.

## Dane techniczne
- Silnik: umieszczony z przodu, turboodrzutowy z dopalaczami
- Skrzynia biegów: ośmiobiegowa, sterowana mikroprocesorem
- Przyspieszenie 0-100 km/h: 2 sek.
- Hamowanie 100-0 km/h: 3,8 m

## Inne wersje K.I.T.T.-a

### K.I.F.T.
K.I.F.T. (Knight Industries Four Thousand) to zmodyfikowany przez Jaya Ohrberga Dodge Stealth, którego wystylizowano na Pontiaca Banshee. Banshee był prototypem który nigdy nie wszedł do produkcji. Nie wiadomo dlaczego wytwórnia GM nie zdecydowała się na ponowną współpracę z filmowcami. K.I.F.T. pojawił się wyłącznie w filmie Nieustraszony 2000.

### K.I.T.T. 2008
W Knight Riderze z 2008 roku pojawił się następca Knight Industries Two Thousand – Knight Industries Three Thousand. W tę rolę wcielił się Mustang GT500 KR.